# 알레한드로 아메나바르
알레한드로 아메나바르(Alejandro Amenábar, 1972년 3월 31일~)는 스페인과 칠레의 영화 감독, 각본가, 작곡가이다. 고야상 9번, 유럽 영화상 2번, 오스카상 1번을 수상한 바 있다.

## 출연 작품
- 라 포튜나 (2021)
- 와일 앳 워 (2019)
- 리그레션 (2015)
- 포 더 굿 오브 아더스 (2010)
- 스패니쉬 무비 (2009)
- 아고라 (2009)
- 잠 못 들게 하는 영화 6 - 유령 (2006)
- 꿈꾸는 남자 (2004)
- 씨 인사이드 (2004)
- 디 아더스 (2001)
- 바닐라 스카이 (2001)
- 그 누구도 모른다 (1999)
- 마리포사 (1999)
- 오픈 유어 아이즈 (1997)
- 떼시스 (1996)
- 이메노프테로 (1992)